# Krocze
Krocze (łac. perineum) – region ciała położony w okolicy genitaliów i odbytu u obu płci. 
Krocze w węższym znaczeniu (ang. gooch, perineum) obejmuje tylko pośrodkową część dna miednicy i okolicy kroczowej (stanowiącej dolną, zewnętrzną powierzchnię skórną dna miednicy), utworzoną z tkanek miękkich i łączącą odbyt z narządami płciowymi zewnętrznymi. W tym węższym znaczeniu u kobiety jego długość wynosi ok. 2,5 cm – od odbytu do tylnej granicy przedsionka pochwy. U mężczyzny obszar ten jest dłuższy, sięga od odbytu do nasady moszny. Pozostałością po embrionalnym zrośnięciu prawej i lewej części krocza jest leżący pośrodkowo szew krocza (łac. raphe perinei); u mężczyzny przedłuża się w szew moszny. 
Krocze w szerszym znaczeniu (ang. crotch) traktowane jest jako jednoznaczne z dnem miednicy.
Krocze uważane jest za jedną z intymnych części ciała.